# の子
の子（のこ、1985年6月16日 - ）は、日本のシンガーソングライター、作詞家、作曲家。ロックバンド神聖かまってちゃんのボーカル兼ギタリスト。本名、大島 亮介（おおしま りょうすけ）。
パーフェクトミュージック所属。所属レコードレーベルはunBORDE（ワーナーミュージック・ジャパン）。

## 来歴
1985年ニューヨークで生まれ、その後千葉県我孫子市に引越し、mono、ちばぎんと同じ幼稚園に入園。卒園後千葉県印西市の小学校に入学し千葉ニュータウンで育つ。
中学生の頃は陸上部に所属し、長距離選手をしていた。小中学生時代からいじめを受けており、東京学館高等学校に進学後中退。
高校中退後はニートやフリーターとして生活をし、2005年頃には「真っ昼間ボーイズ」というデュオで活動していた。その後、「びばるげばる物語」、「びばるげばる書店」、「うっそぴょん」などのバンドを経て、現在の神聖かまってちゃんとして活動を始める。
2007年頃からデモ音源やPVをネットに公開し始めた。2008年には「2才」というハンドルネームを用いて2ちゃんねるでの挑発的な書き込みや自作自演を繰り返し批判を集める。同年5月に自身初のストリーミング配信。
上記の活動の中で、流血、全裸、放尿、無許可路上ライブなどのパフォーマンスが注目を集め、楽曲も次第に注目されるようになった。
現在もTwitCastingやニコニコ生放送で頻繁にライブストリーミング配信を行っており、自宅から風呂、トイレまで様々な姿を公開している。
ニコニコ動画には過去の配信が残っていて今でも見ることができる。
他のメンバーや元メンバーと配信をしていた

## 人物
「の子」の由来は男の子でも女の子でもない名前にしたかったから、響きがかわいいから。血液型B型。身長162 cm 体重58.2 kg。
境界性人格障害を患っており、精神科への通院や精神薬の服用を公言している一方、過去の破滅的なパフォーマンスについては後に「若気の至り」と述べている。
名指しでアーティストを批判する場合があるが、それを「ディスペクト」と表現し「嫉妬であり愛の現れで本当に嫌いならば話題にもしない」と語っている。
ネオニー（ネオニートに由来）と名付けた雄のスコティッシュフォールドを飼っており、愛猫家としての一面が多くの作品で見受けられる。2018年12月31日に亡くなっている。
自身のウィキペディアの項目を編集したことがあり、「非常にcleverな人間」、「ネット配信の先駆者」を自称している。
小学生時代はB'zを中心としたJ-POPを好んでおり、中学1年生の時にビートルズを聴いたことでロックを知り3年生で本格的にギターを手にした。しかし、攻撃的な印象からロックを好んでおらず、当初はゲーム音楽の作曲家を目指してMDと鼻歌で作曲をしていた。
影響を受けたアーティストとしてオアシス、ピクシーズ、マイ・ブラッディ・ヴァレンタイン、エイフェックス・ツイン、戸川純、じゃがたら、筋肉少女帯、P-MODEL、平沢進、フィッシュマンズ、久石譲、他にマジック:ザ ギャザリングの世界観やファイナルファンタジー、聖剣伝説などのゲーム音楽を挙げている。平沢進のアルバムは「白虎野」までのアルバムを複数枚所持している。
YouTubeにて大島亮介名義であげられているPVは全て個人で制作しており、殆どの撮影を実父が担当。曲は自宅で収録したもので、発表された曲の多くに個人作成のデモバージョンとバンドメンバーが編曲、演奏したバージョンが存在する。
デモバージョンの殆どは、子供ノノ聖域や、SoundCloudにてダウンロードできる。
Fukase（SEKAI NO OWARI）、きゃりーぱみゅぱみゅ、HIKAKIN、大森靖子などと仲が良く、中でも特にFukaseとは、TwitterやInstagramなどで沢山ツーショットが投稿されるほどであり、の子曰く親友である。
配信中に吸ってるタバコはマールボロ・ゴールドで、「高校中退した後から吸っている」と配信で話している。

## ディスコグラフィ

### アルバム
|     | 発売日        | タイトル           | 規格   | 規格品番                | レーベル      | 最高位 (オリコン) |
| --- | ------------- | ------------------ | ------ | ----------------------- | ------------- | ----------------- |
| 1st | 2013年9月11日 | 神聖かまってちゃん | CD+DVD | XQFL-91003 (初回限定盤) | PERFECT MUSIC | 33位              |
| 1st | 2013年9月11日 | 神聖かまってちゃん | CD     | XQFL-1028 (通常盤)      | PERFECT MUSIC | 33位              |

### 書籍
| 発売日       | タイトル       | 発売元                   | ISBN                     |
| ------------ | -------------- | ------------------------ | ------------------------ |
| 2013年8月7日 | るーるるらーら | パルコエンタテインメント | 4865060286 9784865060287 |

### 楽曲提供
| 発売日         | アーティスト               | 曲名                            | 収録作品                                                  | レーベル                 |                      |
| -------------- | -------------------------- | ------------------------------- | --------------------------------------------------------- | ------------------------ | -------------------- |
| 2011年4月27日  | エリオをかまってちゃん     | Os-宇宙人                       | 『ベストかまってちゃん』                                  | スターチャイルド         | 作詞作曲             |
| 2016年10月26日 | 大森靖子                   | 非国民的ヒーロー                | 『POSITIVE STRESS』                                       | avex trax                | 作曲、ゲストボーカル |
| 2017年12月13日 | バンドじゃないもん!        | 想い出サンセッタ                | 『ミニバン!』                                             | ポニーキャニオン         | 作曲                 |
| 2018年6月19日  | アップアップガールズ（仮） | 勝ってたいんだよ                | 『5thアルバム（仮）』                                     | T-Palette Records        | 作曲                 |
| 2018年9月18日  | へきトラハウス             | だって笑ってんじゃないの        | 『搬送』                                                  | Air the rooM             | 作詞、作曲           |
| 2019年4月24日  | GOMESS                     | 魔女狩り                        | 『てる』                                                  | LOW HIGH WHO? PRODUCTION | 作曲                 |
| 2020年4月15日  | でんぱ組.inc               | 星降る引きこもりの夜            | 『愛が地球救うんさ!だってでんぱ組.incはファミリーでしょ』 | トイズファクトリー       | 作詞、作曲           |
| 2021年3月17日  | P丸様。                    | とっても大好きっ!               | 『Sunny!!』                                               | STPR Records             | 作詞、作曲           |
| 2022年3月9日   | 三月のパンタシア           | 花冷列車                        | 『邂逅少女』                                              | SACRA MUSIC              | 作曲                 |
| 2022年5月17日  | ももいろクローバーZ        | 孤独の中で鳴るBeatっ!           | 『祝典』                                                  | EVIL LINE RECORDS        | 作詞、作曲           |
| 2022年9月28日  | P丸様。                    | あたしのクマ                    | 『ラブホリック』                                          | STPR Records             | 作詞、作曲、編曲     |
| 2022年12月21日 | すとぷり                   | 希望のチューしよっ              | 『Here We Go!!』                                          | STPR Records             | 作詞、作曲、編曲     |
| 2023年10月18日 | ano                        | 涙くん、今日もおはようっ        | 『猫猫吐吐』                                              | トイズファクトリー       | 作詞、作曲           |
| 2024年1月24日  | 超ときめき♡宣伝部          | 大、大、大すきっ!               | 『ときめく恋と青春』                                      | avex trax                | 作詞、作曲           |
| 2024年2月10日  | すとぷり                   | バレンタインday君を離さないっ！ | 『Strawberry Prince Forever』                             | STPR Records             | 作詞、作曲           |

### 参加作品
| 発売日         | アーティスト                               | 曲名                                                 | 収録作品                                                 | レーベル                       |                                                |
| -------------- | ------------------------------------------ | ---------------------------------------------------- | -------------------------------------------------------- | ------------------------------ | ---------------------------------------------- |
| 2013年6月26日  | 宇宙人                                     | 惡の華 -春日高男-                                    | 『惡の花譜』                                             | スターチャイルド               | 作詞、ゲストボーカル                           |
| 2013年11月13日 | tofubeats                                  | おしえて検索 feat.の子                               | 『Don't Stop The Music』                                 | unBORDE                        | ゲストボーカル                                 |
| 2014年2月28日  | ハッカーズ（堀江貴文、茂木健一郎、金杉肇） | ゼロ〜裸の俺たち〜                                   | 『ゼロ〜裸の俺たち〜』                                   | 無修正レコード                 | ギター演奏                                     |
| 2017年4月6日   | の子(神聖かまってちゃん)                   | わたるちゃん2                                        | 『dotsu TRIBUTE SPIRITS』                                | TRAIN TRAIN RECORDS            | どついたるねんトリビュートアルバム、1000枚限定 |
| 2021年7月7日   | 大森靖子                                   | 瞬間最大me feat. の子(神聖かまってちゃん)            | 『PERSONA #1』                                           | avex trax                      | ゲストボーカル                                 |
| 2024年1月1日   | 大森靖子                                   | 小悪魔的ッ☆相当キレてるfeat.の子(神聖かまってちゃん) | 『小悪魔的ッ☆相当キレてるfeat.の子(神聖かまってちゃん)』 | avex trax                      | ゲストボーカル､作詞､作曲                       |
| 2024年11月6日  | 川本真琴                                   | きいていて(feat.の子&スカート)                       | 『きいていて(feat.の子&スカート)』                       | ソニー・ミュージックレーベルズ | ゲストボーカル                                 |

## 主な活動

### ソロとして
- 2013年8月1日 - LIQUIDROOM ebisu「の子ソロライブ」
チーナを中心としたサポートメンバーを迎え、神聖かまってちゃんメンバーのmonoも参加[28]。
- 2013年8月7日 - 詩集「るーるるらーら」を発売
あとがきには、の子に関する大槻ケンヂのインタビューが掲載された[29]。
- 2013年9月11日 - の子名義のソロアルバム「神聖かまってちゃん」発売
椎名杏子（Piano / チーナ）、柴由佳子（Violin / チーナ）、リーダー（G, Syn / チーナ）、林絵里（Contrabass / チーナ）、後藤大樹（Dr /Andymori）、小宮山純平（Dr / MAGICAL CHAIN CLUB BAND、ex. cutman-booche）、楢原英介（G / VOLA & THE ORIENTAL MACHINE、YakYakYak）を迎えたセルフカバーアルバム。
新曲として「躁鬱電池メンタル」が収録された[30]。
- 2013年12月 - ニコニコ動画公式ユーザーチャンネル「伊野尾京子の糞部屋☆うぃーっす！」開設
一般公募約4万3000人のうち選ばれた第一弾の17チャンネルの一つ。
「子供ノノ聖域連盟」と題したブログマガジンは「伊野尾京子」という別人格が書いている設定で女性語を使用。
会員限定の放送や新曲が公開されている。
2015年9月6日 - 有料課金放送『自宅からお届けするアコースティックライブ配信！』を開始、高画質高音質で自宅からライブを行った。

## 使用機材
以前はYAMAHAのMTR「AW2816」を中心として作曲をしていたが、2013年頃からDTMでの作曲を開始。
2014年にはボーカロイドの初音ミクを使ってセルフカバーPVの投稿をした。
左利きであるがギターは右利き用を使用している。

### ギター
- RKS The Wave Pinklipstick
初期のトレードマークとも言えるギター。[31]
- Squier Stratocaster with Tremolo PIN
このギターを弾く姿がFenderの国内ポスターに起用された。[32]
- Squier Stratocaster with Tremolo FR
- Squier FSR Jagmaster シグネチャーモデル
の子仕様にカスタマイズされたギター。1号機はヘッド先端、ピックガードのイラストが特徴。[33]ピックアップが2ハムにみえるがダミーで、実は2シングル仕様。2号機はピックアップがシングルタイプになっており、イラストはない。「NOKO Ltd」として200本限定で発売されたモデル[34]は2号機と見た目はほぼ同じだがアウトプットがひとつになっている。
- Squier Noko Custom Jazzmaster Special
当初はカラーのみのカスタムだったが、メイプル指板を使用3日目に破損。ローズ指板のネックに交換された。2013年9月頃からは今までのNOKOPINKと称されたカラーとは違う緑色のボディが登場し、こちらはツマミが1ボリューム、アウトプットが2つになっている。
- Squier FSR Jazzmaster Special Candy Apple Red
- Rickenbacker Model 620
宅録専用ギター。ボディにチェ・ゲバラのステッカーが貼られている。
- Fender SONORAN-SCE CandyAppleRed
アコースティックギターだがヘッドストックがストラトキャスターと同じなのが特徴。
- Crews ES-2000
12弦のエレアコ　自宅での弾き語りやレコーディングなどに使われている。

### その他の機材
| キーボード - Roland VP-770 - Roland Fantom-X6 - KORG microSAMPLER ギターエフェクター - BOSS BD-2 - BOSS GE-7 - ZVEX FUZZ FACTORY - KORG DT-10 - LINE6 POD X3 | ボーカルエフェクター - DigiTech Vocalist Live 4 - DigiTech Vocal300 ギターアンプ - Marshall JCM900 - fender Super-Sonic |

電子チェンバロ
- Roland C30

## ミュージックビデオ

### 監督を務めた公式ミュージックビデオ
- 神聖かまってちゃん『ロックンロールは鳴り止まないっ』（2010年、PERFECT MUSIC）[35]
- 神聖かまってちゃん『夕方のピアノ』（2010年、PERFECT MUSIC）[36]
- 神聖かまってちゃん『美ちなる方へ』（2010年、ワーナーミュージック・ジャパン/unBORDE）[37]
- 神聖かまってちゃん『仲間を探したい』（2012年、ワーナーミュージック・ジャパン/unBORDE）[38]
- 神聖かまってちゃん『8月の駅』（2018年、ワーナーミュージック・ジャパン/unBORDE）[39]

### 自主制作ミュージックビデオ
- 宅録デモ音源を使用したの子自身による自主制作ミュージックビデオ。以下は、YouTubeの大島亮介チャンネルに投稿されているものである。

| 公開日 | 公開日   | 曲名                             | 収録アルバム             |
| ------ | -------- | -------------------------------- | ------------------------ |
| 2008年 | 8月24日  | 笛吹き花ちゃん                   | 『つまんね』             |
| 2008年 | 8月24日  | ゆーれい未満                     | 『友だちを殺してまで。』 |
| 2008年 | 9月15日  | 夕方のピアノ                     | 『ベストかまってちゃん』 |
| 2008年 | 11月17日 | 芋虫さん                         | 『つまんね』             |
| 2009年 | 1月27日  | いかれたNeet                     | 『つまんね』             |
| 2009年 | 2月15日  | いくつになったら                 | 『みんな死ね』           |
| 2009年 | 5月12日  | スピード                         | 『みんな死ね』           |
| 2009年 | 6月13日  | バグったのーみそ                 | 『8月32日へ』            |
| 2009年 | 6月17日  | 死にたい季節                     | 『友だちを殺してまで。』 |
| 2009年 | 9月9日   | 天使じゃ地上じゃちっそく死       | 『つまんね』             |
| 2009年 | 9月26日  | 自分らしく                       | 『みんな死ね』           |
| 2009年 | 12月13日 | drugs,ねー子                     | 『夏.インストール』      |
| 2009年 | 12月13日 | 口ずさめる様に                   | 『みんな死ね』           |
| 2010年 | 3月14日  | 白いたまご                       | 『つまんね』             |
| 2010年 | 3月14日  | 僕のブルース                     | 『みんな死ね』           |
| 2010年 | 7月4日   | ベイビーレイニーデイリー         | 『みんな死ね』           |
| 2011年 | 2月10日  | コンクリートの向こう側へ         | 『楽しいね』             |
| 2011年 | 2月10日  | 知恵ちゃんの聖書                 | 『楽しいね』             |
| 2011年 | 3月2日   | レッツゴー武道館っ!☆             | 未収録                   |
| 2011年 | 3月31日  | 僕は頑張るよっ                   | 『8月32日へ』            |
| 2011年 | 5月21日  | 花ちゃんはリスかっ！             | 『楽しいね』             |
| 2011年 | 9月17日  | ベルセウスの空                   | 『楽しいね』             |
| 2011年 | 9月17日  | 鳥みたくあるいてこっ             | 『楽しいね』             |
| 2011年 | 9月24日  | 友達なんていらない死ね           | 『楽しいね』             |
| 2012年 | 5月27日  | おっさんの夢                     | 「知恵ちゃんの聖書」     |
| 2012年 | 7月3日   | 23才の夏休み                     | 『8月32日へ』            |
| 2012年 | 7月3日   | 22才の夏休み                     | 『8月32日へ』            |
| 2012年 | 7月9日   | 夏のゆーれい部員スタートっ！     | 「ズッ友」               |
| 2013年 | 1月26日  | 砲の上のあの娘                   | 『英雄syndrome』         |
| 2013年 | 2月9日   | マイスリー全部ゆめ               | 『幼さを入院させて』     |
| 2013年 | 6月22日  | フロントメモリー                 | 『英雄syndrome』         |
| 2014年 | 7月25日  | 犯罪者予備君                     | 『ツン×デレ』            |
| 2014年 | 7月25日  | 緑の長靴                         | 『幼さを入院させて』     |
| 2015年 | 1月1日   | 熱血インターネット男子           |                          |
| 2015年 | 1月12日  | おはよう                         | 『幼さを入院させて』     |
| 2015年 | 8月21日  | リッケンバンカー                 | 『夏.インストール』      |
| 2015年 | 8月21日  | ロマンス                         | 『夏.インストール』      |
| 2018年 | 3月9日   | スノーボードしようよっ！         | 『団地テーゼ』           |
| 2018年 | 3月9日   | ゲーム実況してる女の子           | 『児童カルテ』           |
| 2018年 | 6月4日   | るるちゃんの自殺配信             | 『児童カルテ』           |
| 2020年 | 6月6日   | へっぽこ聖剣士                   | 『聖なる交差点』         |
| 2020年 | 8月30日  | 1999年の夏                       | 『団地テーゼ』           |
| 2020年 | 10月31日 | 後ろの花火                       | 『団地テーゼ』           |
| 2021年 | 8月13日  | 光の言葉                         | 『幼さを入院させて』     |
| 2022年 | 4月3日   | プシ子の手紙                     | 『団地テーゼ』           |
| 2022年 | 4月3日   | 卒業式                           | 『団地テーゼ』           |
| 2023年 | 3月24日  | このバトンを海に思いっきり投げて | 『団地テーゼ』           |
| 2024年 | 3月23日  | 死にたいひまわり                 | 『団地テーゼ』           |